# Mount Gordon
Mount Gordon är ett berg i Antarktis. Det ligger i Östantarktis. Australien gör anspråk på området. Toppen på Mount Gordon är 1 066 meter över havet.
Terrängen runt Mount Gordon är lite kuperad. Trakten är obefolkad. Det finns inga samhällen i närheten.